# نیل بنت (بازیکن فوتبال)
نیل بنت (انگلیسی: Neil Bennett؛ زادهٔ ۲۹ اکتبر ۱۹۸۰) بازیکن فوتبال اهل بریتانیا است.
از باشگاه‌هایی که در آن بازی کرده‌است می‌توان به باشگاه فوتبال شفیلد ونزدی، باشگاه فوتبال اسکلمرسال یونایتد، باشگاه فوتبال ویکفیلد، باشگاه فوتبال اوست تاون، باشگاه فوتبال بارو، باشگاه فوتبال روچدیل، باشگاه فوتبال پاتریک تیسل، باشگاه فوتبال گایزلی، و باشگاه فوتبال برادفورد سیتی اشاره کرد.